# Robert F. McGowan
Robert „Bob“ Francis McGowan  (* 11. Juli 1882 in Denver, Colorado; † 27. Januar 1955 in Santa Monica, Kalifornien) war ein US-amerikanischer Filmregisseur, Drehbuchautor und Filmproduzent. Er war der ständige Regisseur der Kleinen Strolche von ihren Anfängen 1922 bis zum Jahr 1933 und hatte großen Anteil am Erfolg der Filmreihe.

## Leben und Karriere

### Frühes Leben, Einstieg in die Filmbranche
Robert F. McGowan versuchte sich zunächst erfolglos als Erfinder, schließlich wurde er Feuerwehrmann in seiner Heimatstadt Denver. Im Alter von 30 Jahren verlor er bei einem Einsatz fast ein Bein, behielt ein bleibendes Hinken und er musste den Beruf des Feuerwehrmannes aufgeben.  Weil er ein großer Fan von den Nickelodeon-Kinos und ihren Filmen war, zog es ihn 1913 nach Hollywood, wo gerade die Filmindustrie entstand. Er arbeitete zunächst als Requisiteur, während er nebenbei erste Gags und Drehbuchentwürfe an die Studios verkaufen konnte. Ab 1915 arbeitete er als Drehbuchautor für den Komödienproduzenten Al Christie und inszenierte 1916 seinen ersten Film als Regisseur. Nach einigen Jahren als freier Regisseur und Drehbuchautor war er ab Ende 1921 beim Studio von Hal Roach angestellt und verfasste dort Drehbücher.

### Als Regisseur der Kleinen Strolche
Im Jahr 1922 plante Hal Roach eine Filmserie über Kinder machen und verpflichtete Fred C. Newmeyer als Regisseur für den Pilotfilm Our Gang. Roach verwarf allerdings Newmayers fertiggestellten Film und suchte vergeblich einen neuen Regisseur für den Film, bis der Komiker Charley Chase diesem seinen Freund Robert F. McGowan vorschlug, der bereits seit Ende 1921 für Roach als Drehbuchautor arbeitete. McGowan drehte den Pilotfilm mit Erfolg komplett neu und es wurde zum Anfang der Filmreihe Die kleinen Strolche (Our Gang).

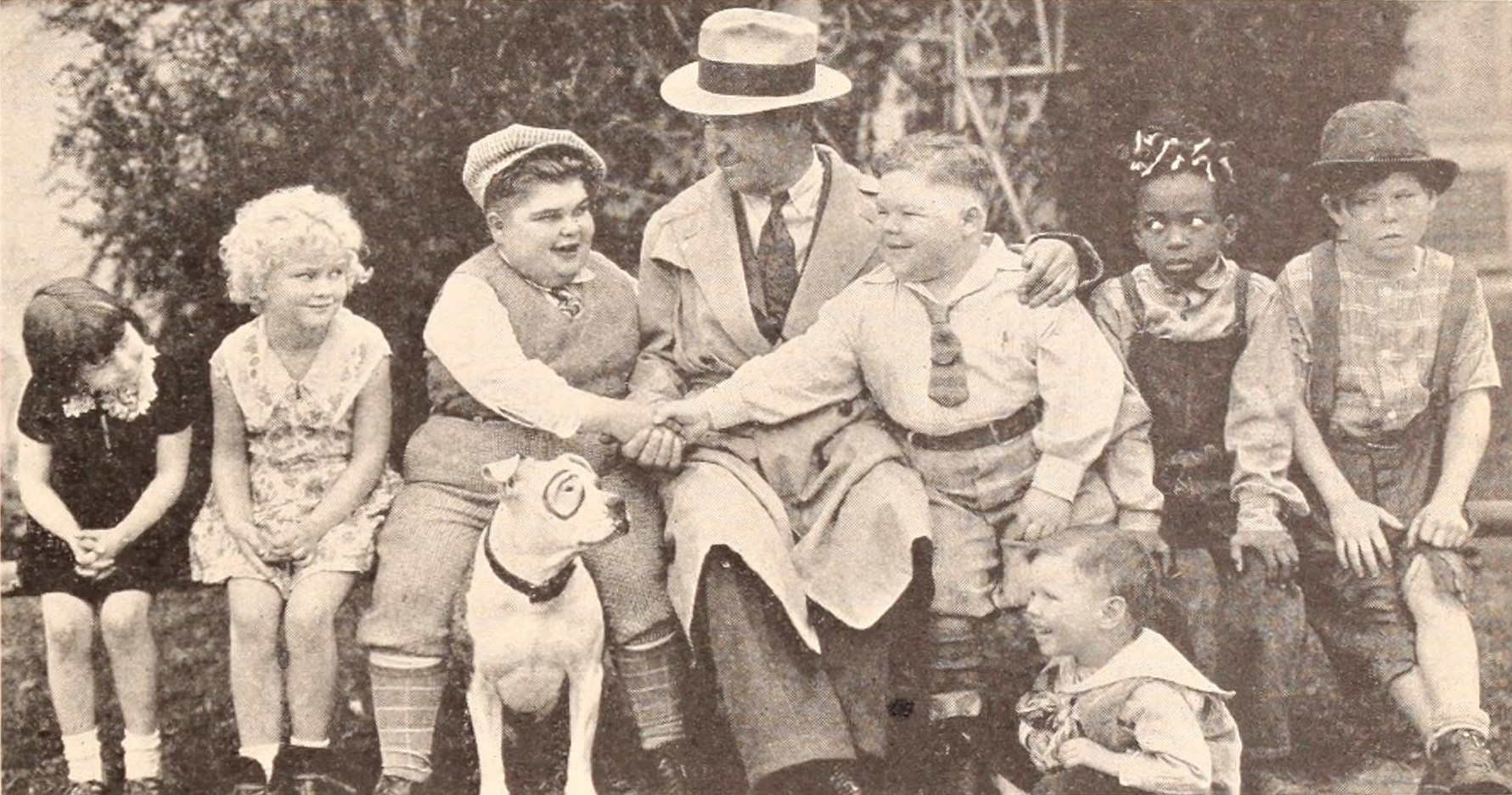
Robert McGowan mit den Kinderdarstellern

McGowan wurde zum ständigen Regisseur der Kleinen Strolche und war neben Hal Roach der Vater des großen Erfolges der Serie. Sein Verdienst lag darin, einen Stil zu entwickeln, der die Natürlichkeit der jugendlichen Darsteller nicht unterdrückte und nicht den Arbeitsgewohnheiten der Filmbranche unterordnete. Der eher experimentell eingestellte Regisseur schrieb zudem mit der Comedy-Abteilung der Hal Roach Studios viele Gags der Filme. Die Kinder waren oftmals noch zu jung, um schon Drehbücher lesen zu können und wurden manchmal per Megafon in ihren teils improvisierten Handlungen dirigiert.
Ende der 1920er-Jahre erkrankte McGowan und er musste die Leitung der Serie für zwei Jahre seinem Neffen und Assistenten Robert A. McGowan (auch bekannt als Anthony Mack) übergeben. Die Werke des Neffen werden im Vergleich zu denen seines Onkels als deutlich schwächer betrachtet.  Bei den Kinderdarstellern galt der Regisseur als beliebt und wurde Uncle Bob genannt. Laut Jackie Cooper, der um 1930 bei den Kleinen Strolchen war, besaß McGowan den unerzwungenen Respekt der Kinder: da sie McGowan liebten, wollten sie ihn erfreuen und gute Leistungen abliefern. Zu McGowans Lieblingsschauspielern gehörten Allen Hoskins, Mary Kornman, Matthew Beard und George McFarland, welchen er als „Naturtalent“ bezeichnete.

### Späteres Leben und Tod
1933 verließ McGowan die Serie nach rund 100 Filmen und gab die Regie an Gus Meins ab, vor allem weil er von den ehrgeizigen Müttern der Kinderdarsteller genervt und von dem jahrelangen hohen Drehpensum erschöpft war. Er drehte danach im Verlaufe der 1930er-Jahre einige B-Filme bei Paramount Pictures und kehrte noch einmal 1936 für den Film Divot Diggers zu den Kleinen Strolchen zurück. Seine letzten Regiearbeiten lieferte er im Jahr 1940 ab, als er mit dem jugendlichen Leinwandpaar Marcia Mae Jones und Jackie Moran in den Hauptrollen eine Reihe ländlicher Familienkomödien bei Monogram Pictures inszenierte. In den 1940er-Jahren arbeitete McGowan nur noch sporadisch. Er wirkte als Co-Drehbuchautor und Co-Produzent für Hal Roach an den Kinderfilmen Curley (1947) und Who Killed Doc Robbin (1948), mit denen Roach erfolglos an die Kleinen Strolche anknüpfen wollte.
McGowan war Vater von zwei Töchtern. Er starb 1955 im Alter von 72 Jahren an einer Krebserkrankung und wurde auf dem Holy Cross Cemetery beigesetzt.